# Балка Ягідна (притока Вовчої)
Балка Ягідна (рос. Б. Ягодная) — балка (річка) в Україні у Синельниківському районі Дніпропетровської області. Права притока річки Вовчої (басейн Дніпра).

## Опис
Довжина балки приблизно 9,85 км, найкоротша відстань між витоком і гирлом — 8,62 км, коефіцієнт звивистості річки — 1,14. Формується декількома балками та загатами. На деяких ділянках балка пересихає.

## Розташування
Бере початок у селі Малинівка. Тече переважно на південний захід і на північно-східній околиці села Добропасове впадає в річку Вовчу, ліву притоку річки Самари.

## Цікаві факти
- У XX столітті на балці існували водокачка, газгольдер та газова свердловина[3].